# Espacio Burges
El Espacio María Pilar Burges recoge el legado artístico y vital de la pintora zaragozana María Pilar Burges (1928-2008), convirtiéndose en el primer espacio público donde se exhibe su obra de manera permanente. Ubicado en Fayón (provincia de Zaragoza), este espacio expositivo dedicado a la autora aragonesa, a su pensamiento, a su obra y a su vida dispone de 400 metros cuadrados en los que están expuestas más de 80 obras de la artista: lienzos, trípticos, retratos, cristales decorados, collages, etc.
El Ayuntamiento de Fayón ha invertido 75.000 euros en el acondicionamiento de este `Espacio Burges´, que se ubica en el edificio que alberga el Museo de la Batalla del Ebro y en el que el consistorio ha proyectado el futuro Museo de la Navegación.    

## Origen

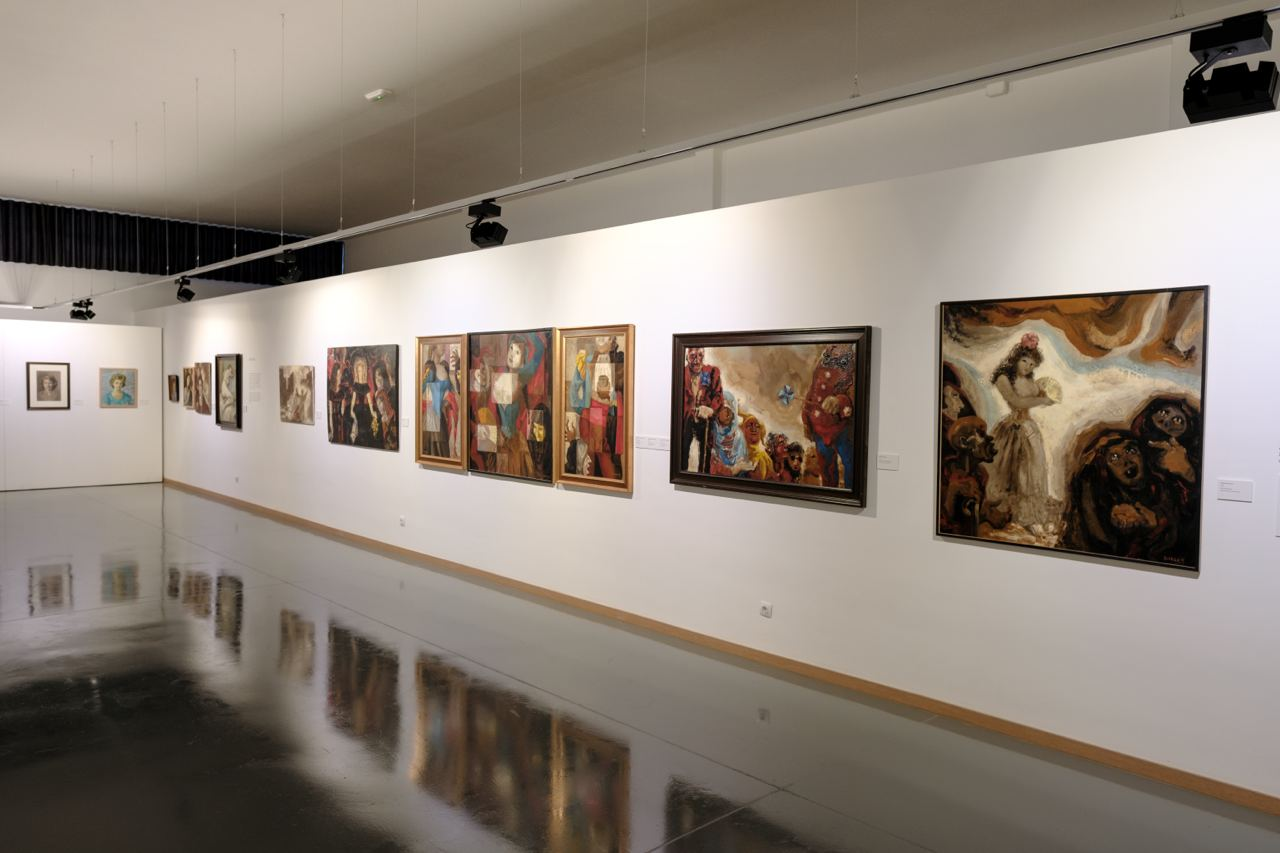
Algunas obras pictóricas de María Pilar Burges expuestas en el Espacio Burges.

En 1954, María Pilar Burges ganó el concurso convocado por el Obispo de Lérida para pintar al fresco un mural en la ermita de Nuestra Señora del Pilar del municipio zaragozano de Fayón. Ese mismo año, `La Burges´ comenzó a trabajar en el altar de la citada ermita de Fayón. Durante el desarrollo de sus trabajos, María Pilar estrechó sus lazos con el pueblo de Fayón, creandose un fuerte vínculo entre la artista y la localidad zaragozana. En 2003, el Ayuntamiento de Fayón encargó a la artista el resto de las paredes de la ermita y con 75 años dirigió y coordinó la realización de los frescos que lleva a cabo en colaboración con Juan Baldellou, alumno y amigo suyo, y su hijo Héctor Baldellou. En 2005, concluyeron los frescos de la ermita. 
Después de que la Diputación de Zaragoza rechazara la herencia de la obra de María Pilar Burges en 2009, la familia de la artista donó en 2015 alrededor de 200 obras de “La Burges” al Ayuntamiento de Fayón con la intención de que el municipio creara un espacio museístico en su honor. La voluntad de la artistas fue que su obra no se desperdigase, que se exhibiera de manera pública y que fuera accesible a investigadores y a la ciudadanía.    

## Obra pictórica y legado documental
La sala expositiva del `Espacio Burges´ exhibe de modo permanente más de 80 pinturas, retratos, trípticos y collages, así como parte de los bienes documentales y personales legados, como sus pinceles, el caballete y otros objetos. 
Ante la gran cantidad de obras de las que consta el legado de la artista -alrededor de 200-, el consistorio de Fayón ha previsto exponer en el futuro de manera rotatoria el resto de la obra de María Pilar que todavía no se ha mostrado, como lienzos, bocetos y dibujos. Junto a la obra pictórica, los bienes documentales legados incluyen entrevistas, diarios, notas y diarios personales. Tal y como era deseo de la artista, dichos bienes están disponibles para todos aquellos que deseen estudiar su figura. 
María Pilar Burges fue nombrada hija adoptiva de Fayón en 2017, a título póstumo.  

## Galería

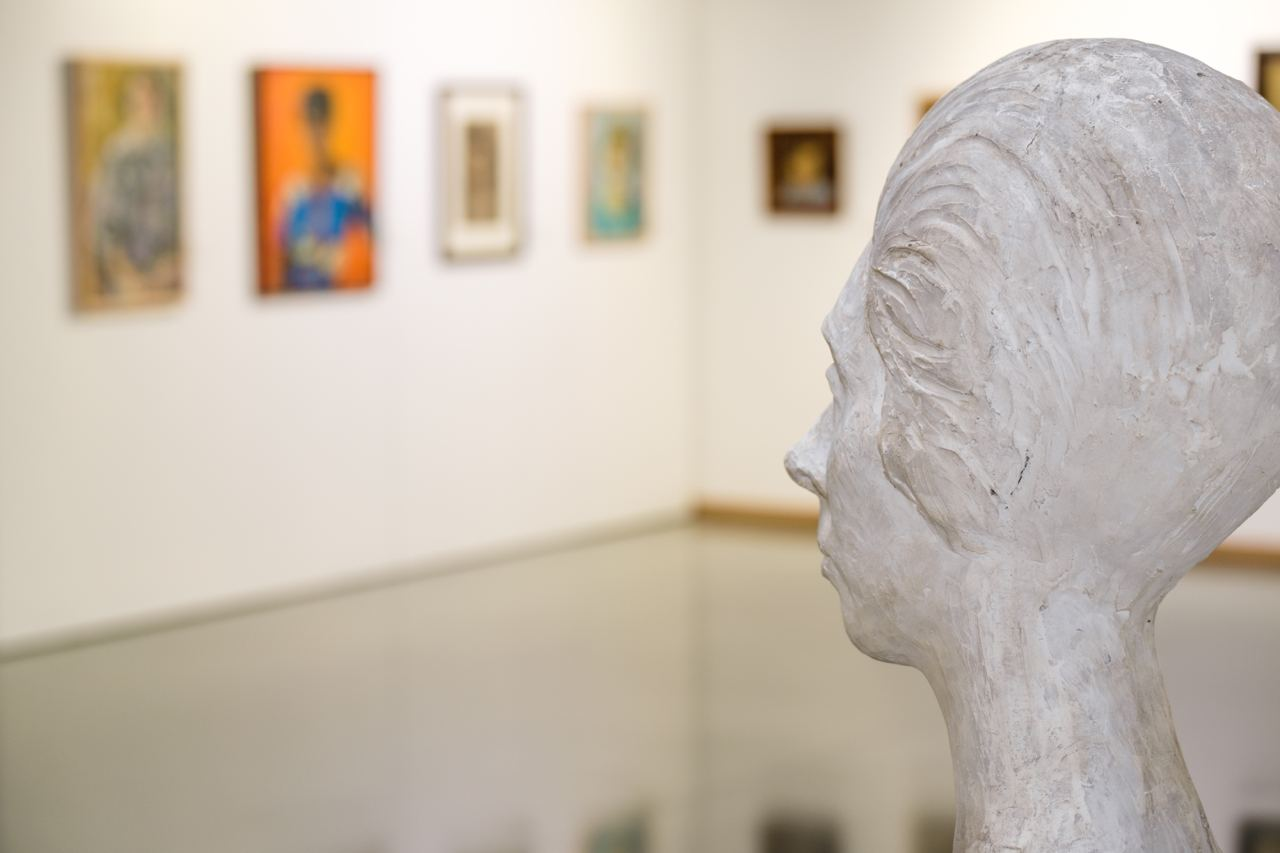
Sala expositiva del Espacio Burges
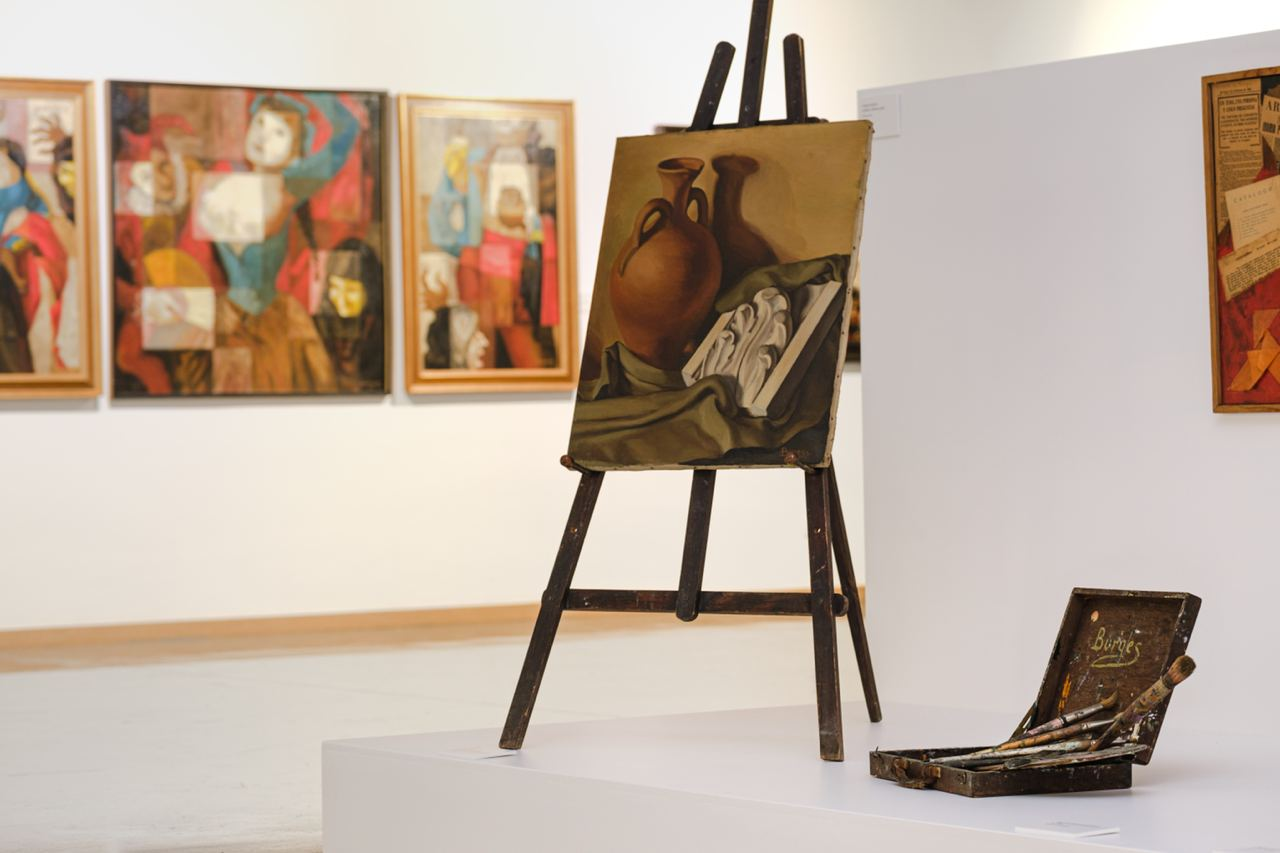
Caballete y pinceles expuestos en el Espacio Burges
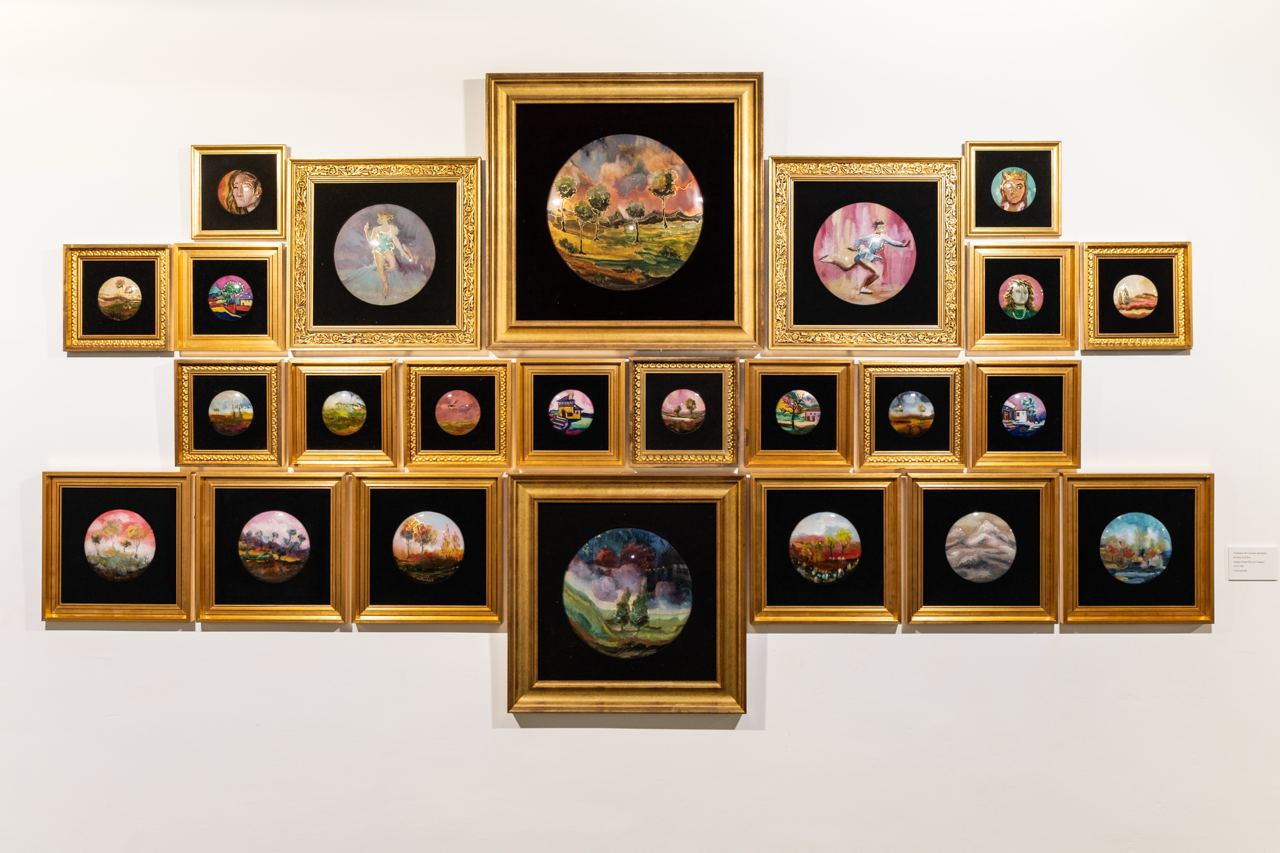
Uno de los trípticos completos de María Pilar Burges expuestos en el Espacio Burges